# Maladie de Nasu-Hakola
La maladie de Nasu-Hakola est une maladie orpheline de l'os et du système nerveux central, se manifestant chez le sujet jeune. 

## Étiologie (origine)
La maladie de Nasu-Hakola est une maladie génétique transmise sur le mode autosomique récessif. Ce phénotype semble être dû aux mutations des gènes TYROBO et TREM2 (localisés sur les chromosomes 6 et 19).

## Symptômes
Les premiers signes de la maladie commencent vers l'âge de trente ans par des douleurs du poignet ou de l'épaule avec gonflement articulaire. Des fractures osseuses surviennent pour des traumatismes mineurs. La radiographie osseuse montre des kystes au niveau de l'épiphyse des os. Ces kystes contiennent une matière gélatineuse.
Les signes neurologiques apparaissent après, avec de légers changements de la personnalité. Puis un syndrome du lobe frontal survient (euphorie, perte de l'inhibition sociale) entraînant de sérieux problèmes sociaux et se terminant par une démence, perte de l'autonomie, apathie et le décès.